# Aspila sturmhoefeli
Aspila sturmhoefeli là một loài bướm đêm trong họ Noctuidae.